# Charliermuseum
Het Charliermuseum (Frans: Musée Charlier) is een kunstmuseum in de Brusselse gemeente Sint-Joost-ten-Node.

## Geschiedenis
Het museum werd opgericht door de Brusselse mecenas, kunstliefhebber en schilder Henri Van Cutsem. Van Cutsem kocht in 1890 twee aanpalende neoclassicistische huizen in de huidige Kunstlaan in Sint-Joost-ten-Noode om te verbouwen tot één geheel. Bij de verbouwing werd het eerste huis uit 1844 behouden maar het tweede werd afgebroken en vervolgens weer opgebouwd om beide met elkaar samen te voegen en de gevels beter met elkaar te integreren. De werken aan deze twee herenhuizen liet hij uitvoeren door de jonge architect Victor Horta die ook de lange met glas overdekte galerijen ontwierp waar de kunstcollectie van Van Cutsem in ondergebracht zou worden. Binnen in het huis zorgen vitrines voor scheidingswanden tussen de verschillende kamers maar laten ook genoeg licht door naar de rookkamer, de kleine hal en de ontvangstruimte.
Bij legaat bood hij de Belgische Staat zijn collectie aan, maar de bevoegde ambtenaar weigerde de schenking, zich onder meer beroepend op de aanwezigheid van een liggende naakte vrouw (de Griekse Perimele). Van Cutsem richtte zich dan maar tot de stad Doornik, die bereid was een speciaal museum te bouwen om er zijn uitzonderlijke collectie onder te brengen.
Bij zijn overlijden in 1904 erfde beeldhouwer Guillaume Charlier het huis en de kunstwerken. Hij voerde de wens van zijn weldoener uit en verdeelde de Collectie Van Cutsem over Brussel en Doornik. Zelf ging hij ook door met verzamelen. In 1925 verwierf de gemeente Sint-Joost-ten-Node het gebouw en de kunstverzameling bij legaat met de opdracht om er een openbaar museum van te maken. Het opende in 1928.
Tegenwoordig worden in het museum tentoonstellingen georganiseerd van 19e-eeuwse Belgische kunstenaars en concerten in het muzieksalon.

## Collectie
De tentoongestelde werken vallen uiteen in een vijftal groepen:
- Beeldhouwwerken van Charlier, maar ook van Rik Wouters en anderen;
- 19e-eeuwse schilderijen, etsen en tekeningen van Belgische kunstenaars als Hippolyte Boulenger, Guillaume Vogels, James Ensor, Anna Boch, Auguste Oleffe, Jacob Smits, Alfred Stevens, Émile Wauters of Antoine Wiertz;
- Wandtapijten uit Brussel, Oudenaarde en Aubusson;
- Meubelen in Louis XV-, Louis XVI- en Empirestijl;
- Edelsmeedkunst.

Regelmatig vinden er ook tijdelijke exposities plaats.

## Galerij

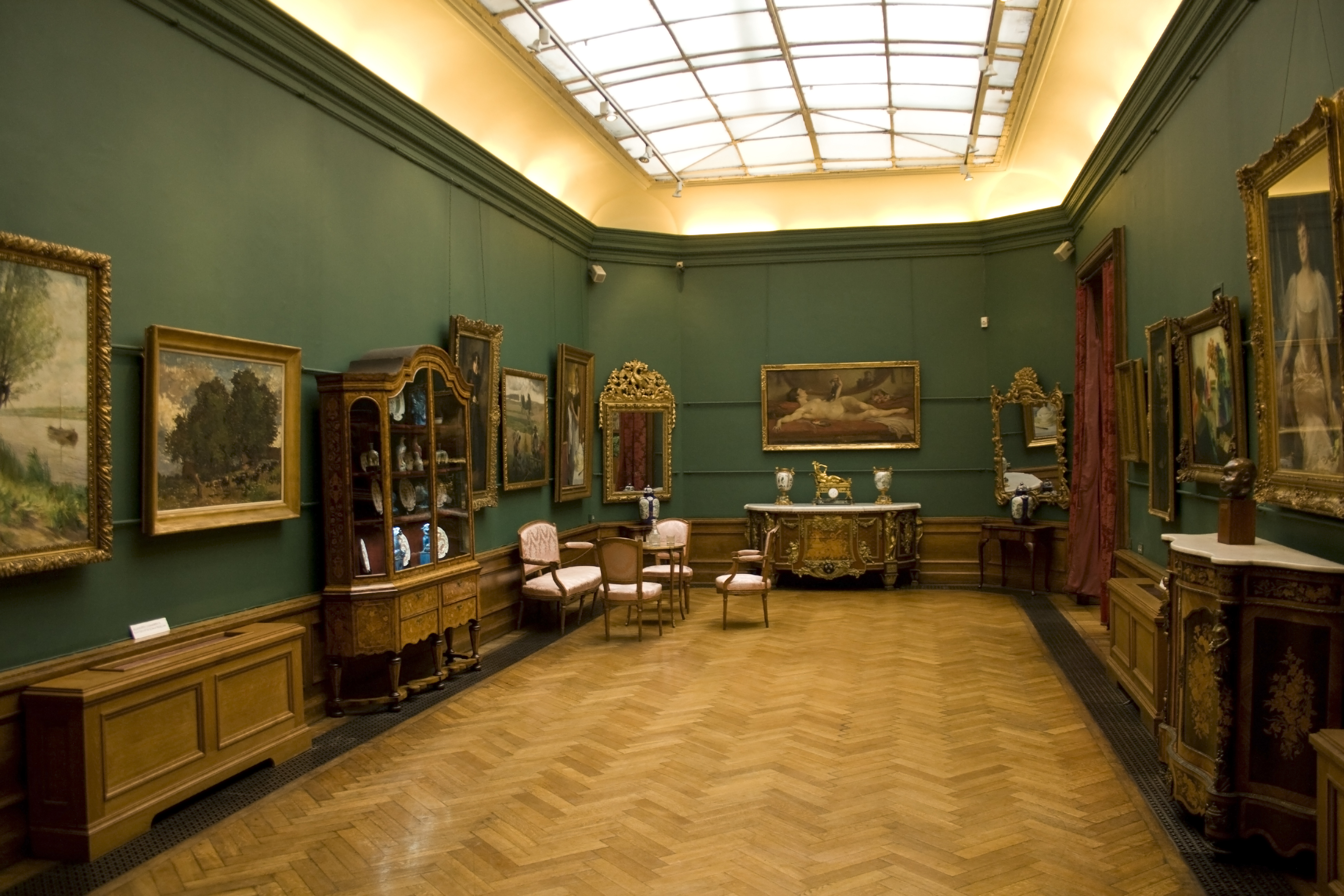
Zaal in het museum
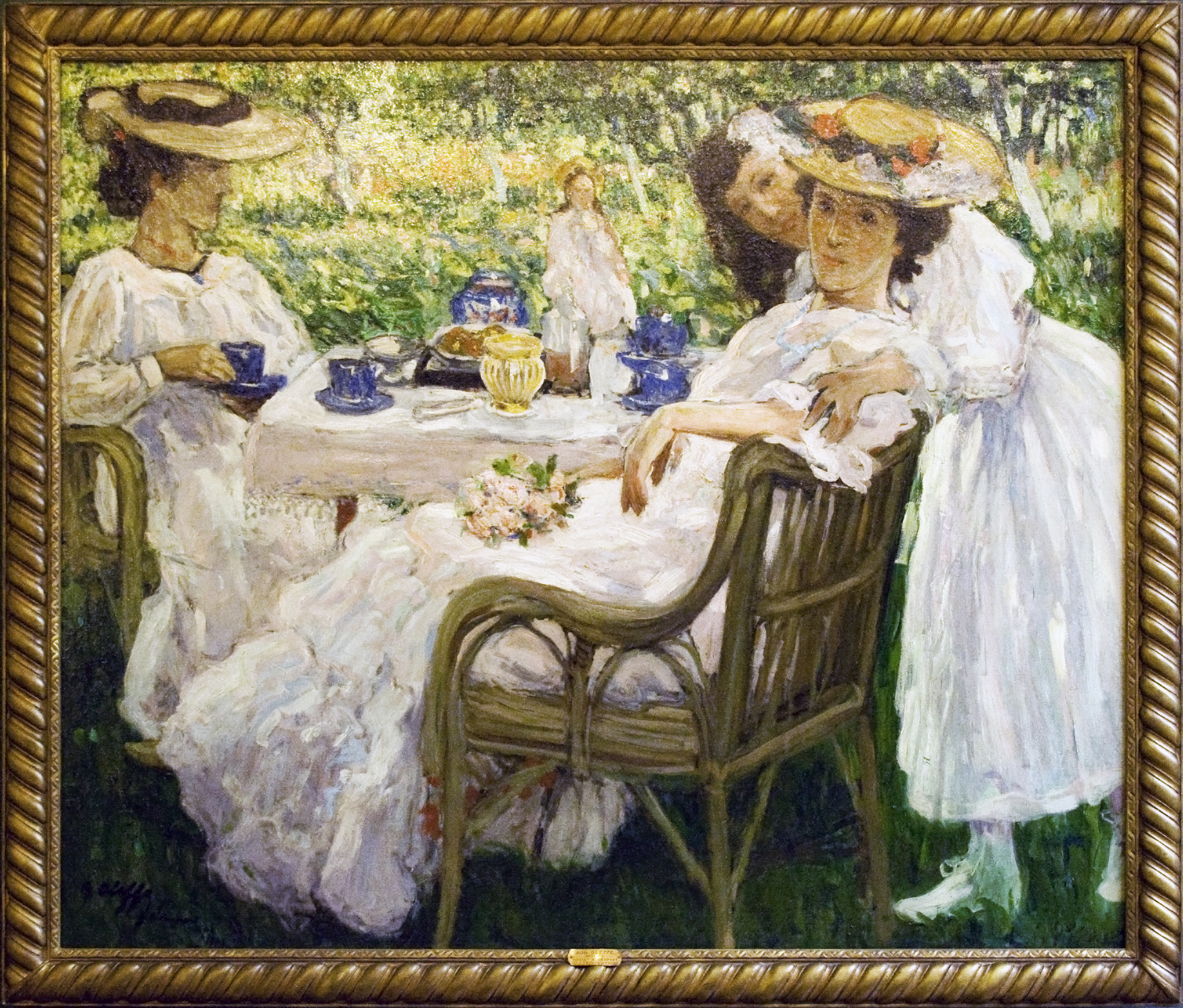
Auguste Oleffe: Juli in Nieuwpoort
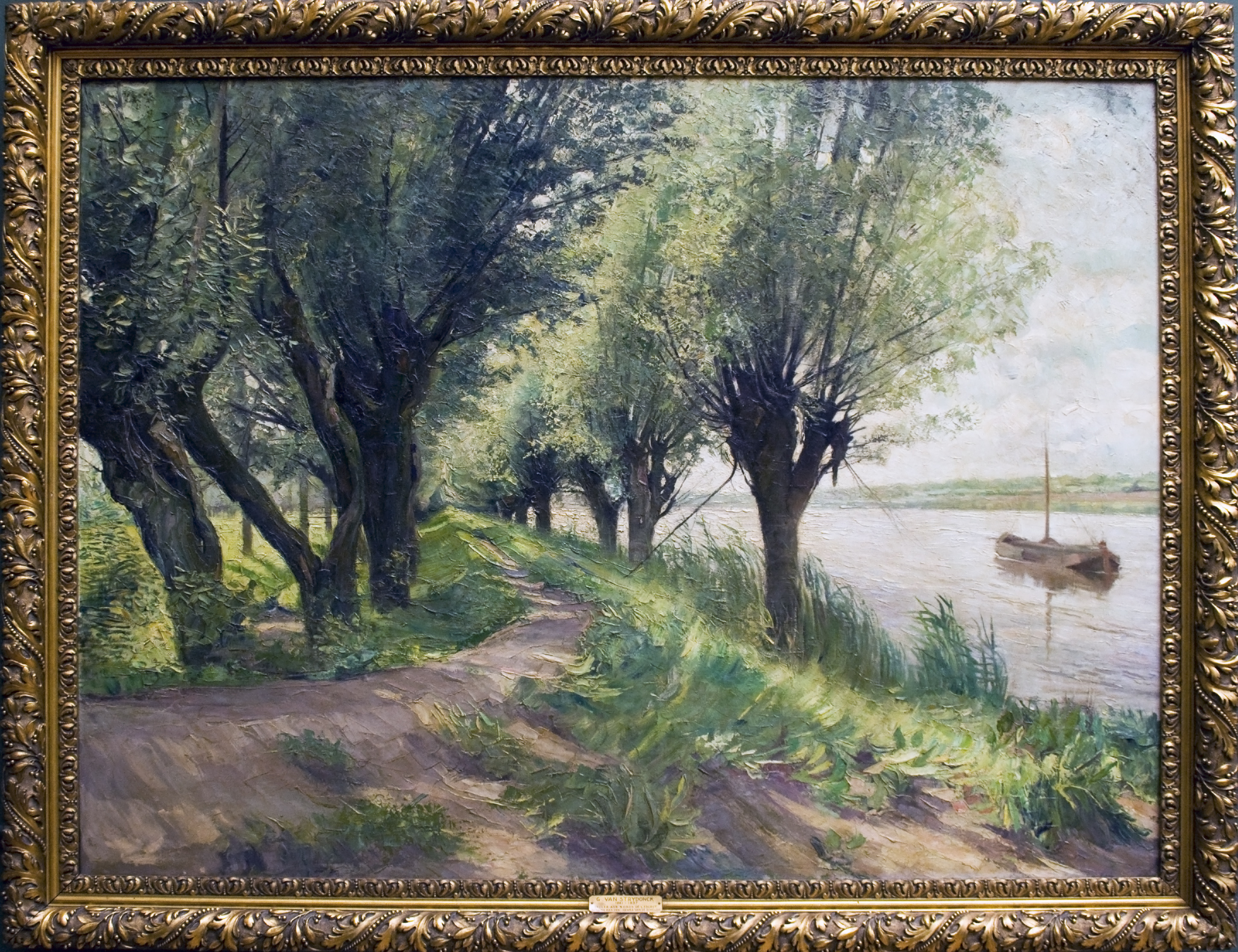
Guillaume Van Strydonck: Wilgen langs de Schelde
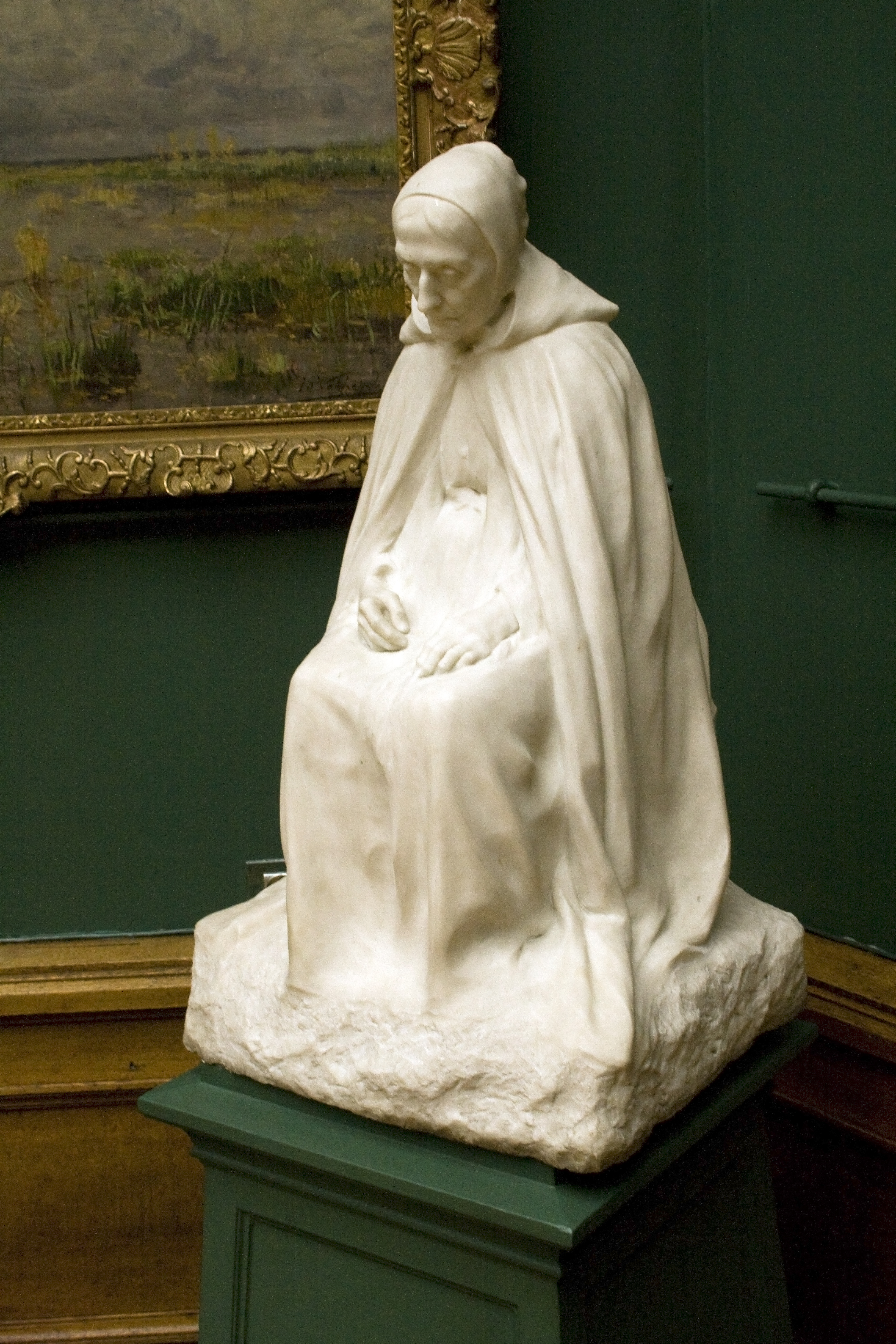
Oude vrouw van Charlier (1906)

## Verder lezen
- Catherine Steffens (1996), Charliermuseum: Catalogus, 131 blz.